# Барнстебел (Массачусетс)
Барнстебел (англ. Barnstable) — місто (англ. city) в США, в окрузі Барнстебел штату Массачусетс. Населення — 48 916 осіб (2020).

## Географія
Барнстебел розташований за координатами 41°39′46″ пн. ш. 70°21′26″ зх. д. / 41.66278° пн. ш. 70.35722° зх. д. (41.662727, -70.357208).  За даними Бюро перепису населення США в 2010 році місто мало площу 197,73 км², з яких 154,89 км² — суходіл та 42,83 км² — водойми.

### Клімат
| Клімат : Барнстейбл          | Клімат : Барнстейбл | Клімат : Барнстейбл | Клімат : Барнстейбл | Клімат : Барнстейбл | Клімат : Барнстейбл | Клімат : Барнстейбл | Клімат : Барнстейбл | Клімат : Барнстейбл | Клімат : Барнстейбл | Клімат : Барнстейбл | Клімат : Барнстейбл | Клімат : Барнстейбл | Клімат : Барнстейбл |
| Показник                     | Січ.                | Лют.                | Бер.                | Квіт.               | Трав.               | Черв.               | Лип.                | Серп.               | Вер.                | Жовт.               | Лист.               | Груд.               | Рік                 |
| Середній максимум, °C        | 3,2                 | 4,1                 | 7,1                 | 11,8                | 17,1                | 22,3                | 25,7                | 25,2                | 21,7                | 16,3                | 11,6                | 6,3                 | 14,4                |
| Середня температура, °C      | −1                  | −0,1                | 2,9                 | 7,6                 | 12,8                | 18,2                | 21,6                | 21,2                | 17,4                | 11,9                | 7,4                 | 2,1                 | 10,2                |
| Середній мінімум, °C         | −5,2                | −4,3                | −1,2                | 3,4                 | 8,4                 | 14,0                | 17,5                | 17,2                | 13,2                | 7,6                 | 3,2                 | −2                  | 6,1                 |
| Норма опадів, мм             | 94                  | 83                  | 117                 | 108                 | 84                  | 90                  | 81                  | 89                  | 93                  | 102                 | 104                 | 107                 | 1152                |
| Вологість повітря, %         | 69.1                | 68.2                | 66.9                | 69.2                | 72.2                | 74.7                | 76.9                | 77.1                | 77.1                | 73.7                | 70.6                | 70.1                | 72.2                |
| ---------------------------- | ------------------- | ------------------- | ------------------- | ------------------- | ------------------- | ------------------- | ------------------- | ------------------- | ------------------- | ------------------- | ------------------- | ------------------- | ------------------- |
| Джерело: PRISM Climate Group |                     |                     |                     |                     |                     |                     |                     |                     |                     |                     |                     |                     |                     |

## Демографія
Згідно з переписом 2010 року, у місті мешкали 45 193 особи в 19 225 домогосподарствах у складі 12 191 родини. Густота населення становила 229 осіб/км².  Було 26343 помешкання (133/км²).
Расовий склад населення:
| - 89,3 % — білих - 3,0 % — чорних або афроамериканців - 1,2 % — азіатів - 0,6 % — корінних американців - 0,1 % — вихідців з тихоокеанських островів - 2,7 % — осіб інших рас |

До двох чи більше рас належало 3,1 %. Частка іспаномовних становила 3,1 % від усіх жителів.
За віковим діапазоном населення розподілялося таким чином: 18,3 % — особи молодші 18 років, 60,7 % — особи у віці 18—64 років, 21,0 % — особи у віці 65 років та старші. Медіана віку мешканця становила 47,3 року. На 100 осіб жіночої статі у місті припадало 93,0 чоловіків;  на 100 жінок у віці від 18 років та старших — 91,1 чоловіків також старших 18 років.
Середній дохід на одне домашнє господарство  становив 82 276 доларів США (медіана — 59 711), а середній дохід на одну сім'ю — 102 829 доларів (медіана — 77 979). Медіана доходів становила 52 096 доларів для чоловіків та 44 500 доларів для жінок. За межею бідності перебувало 11,7 % осіб, у тому числі 18,5 % дітей у віці до 18 років та 6,6 % осіб у віці 65 років та старших.
Цивільне працевлаштоване населення становило 21 949 осіб. Основні галузі зайнятості: освіта, охорона здоров'я та соціальна допомога — 24,0 %, роздрібна торгівля — 13,3 %, науковці, спеціалісти, менеджери — 12,6 %.

## Частини міста
- Барнстебел (селище)
  - Камаквид
- Вест-Барнстебел
- Сентервілл
  - Крейгвілл
- Котуіт
- Марстон Мілз
- Остервілл
- Гаянис
  - Гаяниспорт